# チェサピーク湾の海戦
チェサピーク湾の海戦（チェサピークわんのかいせん、英: Battle of the Chesapeake、またはバージニア岬の海戦、英: Battle of the Virginia Capes、あるいは単に岬の海戦、英: Battle of the Capes）は、アメリカ独立戦争中の1781年9月5日、チェサピーク湾口の近くで、海軍少将トーマス・グレイブス卿率いるグレートブリテン王国（イギリス）と、同じく海軍少将グラス伯フランソワ・ド・グラス率いるフランス王国の間で戦われた海戦である。この海戦は戦術的には引き分けたが、戦略的にはイギリス海軍の手痛い敗北に終わった。イギリス海軍としては1588年にスペイン無敵艦隊を破ってから第二次世界大戦までのほぼ400年間で最も重大な敗北だった。
フランス艦隊の勝利によって、バージニアのヨークタウンに駐屯していたチャールズ・コーンウォリス将軍の部隊に増援を送るというイギリス海軍の任務が果たせなくなった。またジョージ・ワシントン軍がニューヨークからチェサピーク湾を通って軍隊や物資を運ぶのを妨害することもできなかった。その結果はヨークタウンの包囲戦によるコーンウォリス軍の降伏となった（独立戦争で2度目のイギリス軍の大きな降伏）。その後、イギリスはアメリカ合衆国の独立を認めることになった。
歴史家のラッセル・ウィーグリーはこの結果を次のように表現した。
| 「                | チェサピーク湾の海戦は 明確な点の無いフランス海軍の 戦術的勝利だったが、戦争の 根本的な行方を決定付けたことで、 フランスとアメリカにとって 戦略的な勝利だった。 | 」 |
| — Russell Weigley | |    |

## 背景
アメリカ独立戦争の南部戦線では戦略的に決着の付かない状態が続き、イギリス軍のコーンウォリス将軍は、ニューヨークにいるヘンリー・クリントン将軍の部隊と海上を通じた連携をとるため、またイギリス海軍の優位を生かして戦線を有利にするために、1781年の夏、北の要塞化された上陸点であるヨークタウンの海岸に向かった。ニューヨークはジョージ・ワシントンの大陸軍とロシャンボー伯爵のフランス軍から攻撃される恐れがあった。ヨークタウンにイギリス軍が居るということで、チェサピーク湾を支配することが海軍の重要な目標となった。コーンウォリスは、カリブ海のハリケーン・シーズンを回避して北方へ進むイギリス海軍西インド諸島艦隊が来てくれることを期待していた。同時に、ワシントンもチェサピーク湾の戦略的重要性を認識して、カリブ海にいたフランス艦隊に至急来援するよう依頼していた。イギリス艦隊を率いる海軍少将サミュエル・フッド卿はフランス艦隊がチェサピーク湾に向かっているのか、あるいはニューヨークの包囲に向けてアメリカ軍とフランス軍の支援に廻るのかを掴んでいなかった。
イギリス艦隊は8月25日にチェサピーク湾の入り口に到着した。しかし、そこにフランス艦隊がいないことを確認したフッドは、14隻の戦列艦からなる艦隊全部でニューヨークのトーマス・グレイブス提督の艦隊との合流に向かった。しかし、ニューヨークに着いてみると、グレイブスはジョン・ローレンス大佐からの要請に応じて、フランスからボストンへの輸送船団を妨害する為に数週間を費やし、しかもその船団を見つけられないでいたので、戦闘に使える戦列艦をわずか5隻しか持っていないことがわかった。
一方で、フランス艦隊を率いるド・グラスは大変緩りと慎重に航行していたので、フッドはフランス艦隊を見つけられないでいた。ド・グラスはロードアイランド植民地のニューポートにいた僚友のバラス・サン・ローレン伯に数週間も前に正確な到着予定日を連絡していた。バラスはこの情報をニューヨーク包囲戦の準備をしていたワシントンとロシャンボー伯に伝え、この二人は8月14日にその報せを受け取ったときに、ド・グラスの提供しつつある絶好の機会を認識した。ワシントンは南部への急行軍の準備をすると共に、バラスにはヨークタウン包囲に必要と考えるフランス軍の大砲など軍需物資をニューポートからチェサピーク湾までその小さな戦隊で運ぶよう依頼した。ド・グラスは28隻の戦列艦でほぼ予定通りの8月29日にチェサピーク湾に到着し、さらにサンシモン子爵指揮下のフランス正規軍3個連隊も連れてきていた。サンシモンは即座に上陸して、ラファイエット子爵指揮下の大陸軍がコーンウォリス軍の内陸への撤退を阻止する任務を支援した。
バラスは8月26日にニューポートを出港した。グレイブスとフッドの連合部隊はこの動きを察知し、さらにこのときヨークタウンがワシントン軍の作戦目標になったことに気付いて出港し、見失っていたフランス両艦隊を探索した。イギリス艦隊はフランスのバラスが海上では十分注意を払ってバミューダに向かっていたのに気付かず、南のチェサピーク湾に向かった。

## 戦闘

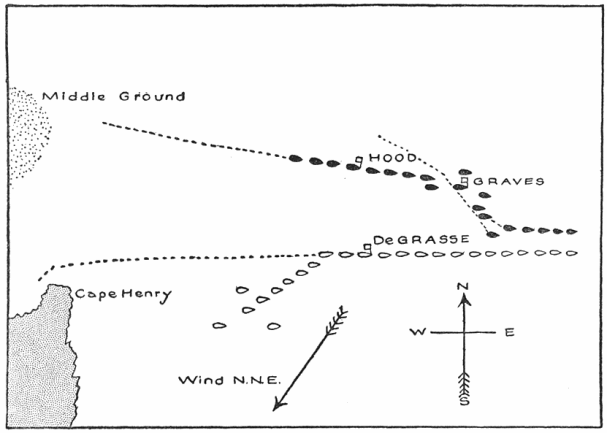
両艦隊の隊形

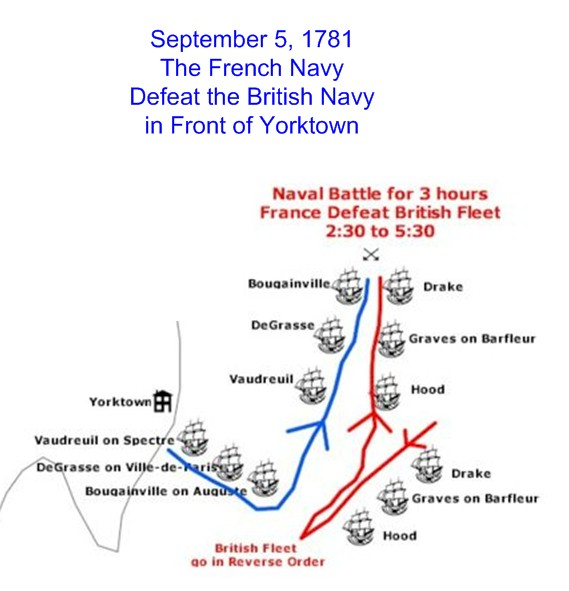
艦隊の動き

イギリス海軍は、このときグレイブスの指揮下に入った19隻の戦列艦で、9月5日の朝チェサピーク湾に戻り、ヘンリー岬の陰に25隻のフランス艦が停泊しているのを発見した。ド・グラス艦隊の他の3隻は、湾の奥にあるヨーク川とジェームズ川の封鎖に派遣されていた。しかも停泊している船はフランス陸軍の上陸のために忙しく、士官も船員もボートも無い状態だった。
風向きも潮も按配がよく、停泊しているフランス艦の戦闘準備ができていないことを発見したイギリス軍はすぐに湾に突入して総攻撃を掛ければ敵を撃破できたかもしれない。しかし、ありえないことに、グレイブスの頭にそのような考えが浮かばなかった。当時の伝統的な海戦戦術は、双方の艦隊が戦列を作って大砲の射程内に近づき、戦列艦がそれぞれ自艦の前の敵艦に大砲を撃ちかけるというものだった。
イギリス艦隊が時間をかけて戦列を作っている間に、フランス艦24隻は碇を切り湾の外に出て自軍の戦列を作り上げてしまった。午後1時までに両軍はほぼ互いに向き合う形になったが、反対向きに航行していた。グレイブスは戦闘に入るために全艦に180度の方向転換を命令したので、通常は後衛にある艦が前衛に立った。時間は午後の4時過ぎとなり、両軍が互いを認識してから6時間が経っていた。イギリス軍は風上の有利な位置で戦火を開く準備ができた。
この時点で両軍はほぼ東に動いて湾から離れた。双方の先頭を行く船が射程内に入っていく角度で互いに接近していたが、それに続く船はまだ前の船との距離を縮める操船を行っていた。この時風向きが変わり、後ろの方の船が接近することが難しくなった。このために両軍の先頭の船同士が戦闘開始のときから激しく絶え間ない砲火を交えることになった。後方の船は全く戦闘に加わることができなかった。しかもイギリス軍の指揮官グレイブスが発した明らかに矛盾する信号でイギリス艦隊に混乱が起こった。
夕闇の6時半頃、戦闘は終わった。グレイブスは風上に進路を取るように全艦に信号を送り、両軍の戦列が離れた。この時までに先頭にいて敵の矛先を受け続けていたイギリス艦が大破して、どうやってもうまく戦い続けられない状態になっていた（イギリスの戦列の先頭にいた5隻がイギリス艦隊の受けた損傷の半分以上を蒙っていた）。多くのイギリス艦が浸水を起こしており、戦闘に入る前から修理を必要としていた。フランス艦隊も艦の艤装やマストをひどく破壊されていた。

## 戦後
戦闘は9月5日の日没とともに終わったが、その後数日間、両軍は互いを視認できる距離をおいて睨み合いを続けた。両軍とも艦船の修理をしながら再戦できる機会を窺がっていた。その間にも両軍共に戦略的目標であったチェサピーク湾から遠ざかっていた。遂に9月9日から10日にかけての夜に、ド・グラスが手詰まりを続けることの無益さを認め、フランス艦隊を引き返させた。翌日彼らがヘンリー岬に到着すると、留守中にバラス伯がニューポートから7隻の戦列艦とともに回り道をして慎重に時間を掛けた航海の後に到着しており、全戦力は36隻の戦列艦になった。チェサピーク湾はフランス軍の絶対的な支配下に入り、バラスが持ってきた大砲は比較的短く終わったヨークタウンの包囲戦で重要な役目を果たすことになった。
実際の海戦は決着が付いたとは言いがたいが、それに続く陸上での戦闘から、チェサピーク湾の海戦はフランスとアメリカ連合軍の大きな戦略的勝利となった。決着が付かなかったことの原因は、フランス海軍との決戦に持ち込めなかったイギリス艦艦長達の責任とされることが多い。コーンウォリスには救援が届かず、フランス軍はド・グラスが運んできた部隊で増強され、北からのワシントン軍と合流できた。この後にヨークタウンの包囲戦とコーンウォリス軍の降伏と続き、アメリカ大陸におけるイギリス軍の最終的な敗北となった。

## 記念碑
バージニア州バージニアビーチのストーリー砦にあるヘンリー岬記念公園には、アメリカ合衆国国立公園局の国立植民地歴史公園の管理する記念碑がある。ここではアメリカ合衆国の独立を助けたド・グラスとその船員を顕彰している。

## 参戦した艦船
艦名の後の数字は搭載大砲の数、指揮官
| フランス （ド・グラス） | イギリス （グレイブス） |
| --- | --- |
| 前衛 Pluton 74 d'Albert de Rions Bourgogne 74 Charitte Marseillais 74 Castellane de Masjastre Diadème 74 Monteclerc Réfléchi 74 Boades Auguste 80 Castellan（前衛旗艦、ブーガンヴィル） Saint-Esprit 80 Chabert Caton 74 Framond 中衛 César 74 Coriolis d'Espinouse Destin 74 Dumaitz de Goimpy Ville de Paris 100（旗艦）Saint-Cezaire （中衛旗艦、Latouche-Tréville、艦隊旗艦、De Grasse） Victoire 74 Albert Saint-Hyppolyte Sceptre 80 Vaudreuil Northumberland 74 Briqueville Palmier 74 Arros d'Argelos Solitaire 64 Cicé Champion 後衛 Citoyen 74 Ethy Scipion 74 Clavel Magnanime 74 Le Bègue Hercule 74 Turpin Languedoc 80 Duplessis Parscau（後衛旗艦、Monteil） Zélé 74 De Gras-Préville Hector 74 Renaud d'Aleins Souverain 74 Glandevès | 前衛 Alfred 74, 艦長 Bayne Belliqueux 64, 艦長 Brine Invincible 74, 艦長 Saxton Barfleur 98, 艦長 Alexander Hood （前衛旗艦, Samuel Hood） Monarch 74, 艦長 Reynolds Centaur 74, 艦長 Inglefield 中衛 America 64, 艦長 Thompson Bedford 74, 艦長 Thomas Graves Resolution 74, 艦長 Lord Robert Manners London 98 艦長 David Graves （旗艦, Sir Thomas Graves） Royal Oak 74, 艦長 Ardesoif Montagu 74, 艦長 Bowen Europe 64, 艦長 Child 後衛 Terrible 74, 艦長 Finch 損傷, 後に自沈 Ajax 74, 艦長 Charrington Princessa 70, 艦長 Knatchbull （後衛旗艦, Sir Francis Drake） Alcide 74, 艦長 Thompson Intrepid 64, 艦長 Molloy Shrewsbury 74, 艦長 Mark Robinson |